# Francesco Amato (hockeista su pista)
Francesco Amato (Giovinazzo, 9 maggio 1968) è un allenatore di hockey su pista ed ex hockeista su pista italiano, di ruolo attaccante.

## Carriera

### Giocatore

#### Club
Dopo aver compiuto l'intera trafila nelle giovanili nella squadra della sua città l'AFP Giovinazzo, debutta in Serie A1 nel 1984-1985 con i pugliesi, stagione che si chiude però con la retrocessione in serie A2. Rimane all'AFP Giovinazzo anche in seconda serie per poi essere ceduto al Novara.
Con il Novara rimane per undici stagioni vincendo per 6 volte il massimo campionato italiano, per sette volte la Coppa Italia e per due volte la Coppa CERS; a livello personale diventa per tre volte capocannoniere della serie A1.
Dopo le stagioni fatte a Novara passa per quattro anni al Roller Salerno e poi successivamente al Bassano 54; tornerà nel 2002-2003 a vestire la maglia del Novara. Dal 2003-2004 fino al 2005-2006 passa a giocare per il Roller Novara. Dopo un'ultima apparizione con la maglia azzurra del Novara nel 2006-2007, passa alla Rotellistica 93 poi al Seregno e chiude la carriera all'Amatori Vercelli nel 2015.

#### Nazionale
In nazionale disputa 98 gare ufficiale segnando 171 reti; vince due campionati del mondo (1988 e 1997), un campionato europeo (1990) e ai Giochi Olimpici di Barcellona 1992 vinse la medaglia di bronzo, segnando anche una rete nella finale per il 3º posto. L'hockey su pista, allora, era una disciplina dimostrativa.

### Allenatore
Nel 2015 allena nella sua città natale l'AFP Giovinazzo, poi si occupa del settore giovanile dell'Azzurra Novara, della San Giacomo Novara e del rinato Novara.

## Palmarès

### Giocatore

#### Club

##### Competizioni nazionali
- Campionato italiano: 6

Novara: 1986-1987, 1987-1988, 1992-1993, 1993-1994, 1994-1995, 1996-1997
- Coppa Italia: 7

Novara: 1986-1987, 1987-1988, 1992-1993, 1993-1994, 1994-1995, 1995-1996, 1996-1997

##### Competizioni internazionali
- Coppa CERS/WSE: 2

Novara: 1991-1992, 1992-1993

#### Nazionale
- Campionato mondiale: 2

La Coruña 1988, Wuppertal 1997
- Campionato europeo: 1

Lodi 1990

#### Individuale
- Capocannoniere della Serie A1: 3

Novara: 1987-1988, 1992-1993, 1993-1994